# Omul cu o mie de nume

Coperta primei ediţii în lb. engleză. (C)DAW 1974

Omul cu o mie de nume (engleză The Man with a Thousand Names) este un roman scurt științifico-fantastic scris de autorul american A. E. van Vogt.
A fost publicat în august 1974 de DAW și în decembrie 1975 de Sidgwick and Jackson. În România, a fost publicat de editura Vremea în 1996.

## Povestea
Personajul principal este Steven Master. Un răsfățat de 23 de ani, care se întâmplă să fie singurul fiu al celui mai bogat om din lume. La o petrecere, el (în timp ce era beat) afirmă că intenționează să călătorească spre o planetă îndepărtată numită Mittend. Mittend este la 30 de ani lumină de Pământ și este cea mai apropiată planetă pe care se află ființe vii. Atunci când i se explică că nu este apt pentru o așa misiune, Steven devine indignat și folosește banii tatălui său pentru a putea pleca în această călătorie. Șase săptămâni mai târziu, el ajunge pe planetă. Se dovedește a fi foarte asemănătoare cu Pământul, având o atmosferă respirabilă. 
După coborârea pe planetă, se rătăcește de grupul principal și se întâlnește cu băștinașii. Nativii se dovedesc a fi goi și primitivi, dar au o minte de grup puternică numită Mama. Nativii, la vederea lui Steven, alergă după el și atunci când îl prind și-l ating, mintea sa ajunge în corpul unui chelner de 38 de ani de la un bar, din nou pe Pământ. Mintea chelnerului ajunge în corpul lui Steven aflat pe această planetă. 
Se pare că patronul barului îl folosea pe Steven pentru a lucra ca un majordom. El l-a acuzat de o crimă pe care nu a comis-o și a fost concediat. Imediat după transferul minților, el intră în șoc psihologic, iar barul cheamă o ambulanță. Aceștia îl sedează și îl duc să stea câteva zile într-un spital. Povestea lui (cu schimbarea minților) devine cunoscută și, combinată cu faptul că expediția a dispărut, devine o senzație. În timp ce se află în spital, domnul Masters Senior (tatăl său) vine să-l viziteze. El spune că persoana aceasta nu este Steven. La ieșirea din spital, Steven este luat de șeful barului, care îl duce la locul de muncă. El lucrează ziua. 